# Condylostylus conspectus
Condylostylus conspectus är en tvåvingeart som beskrevs av Becker 1922. Condylostylus conspectus ingår i släktet Condylostylus och familjen styltflugor. Inga underarter finns listade i Catalogue of Life.